# Castillo de Santa Bárbara (Teguise)
Castillo de Santa Bárbara is een kasteel uit de 16e eeuw gelegen op een kraterrand bij de plaats Teguise op het Canarische eiland Lanzarote. Het werd gebouwd in opdracht van Sancho de Herrera en is het oudste fort van de eilandengroep. Het kasteel is in 1960 gerenoveerd nadat het grotendeels vervallen was.
Het is tegenwoordig in gebruik als piratenmuseum waar wordt verteld over de piratenaanvallen die de Canarische Eilanden hebben moeten doorstaan. 